# Loreto-Kirche Gutenberg an der Raabklamm

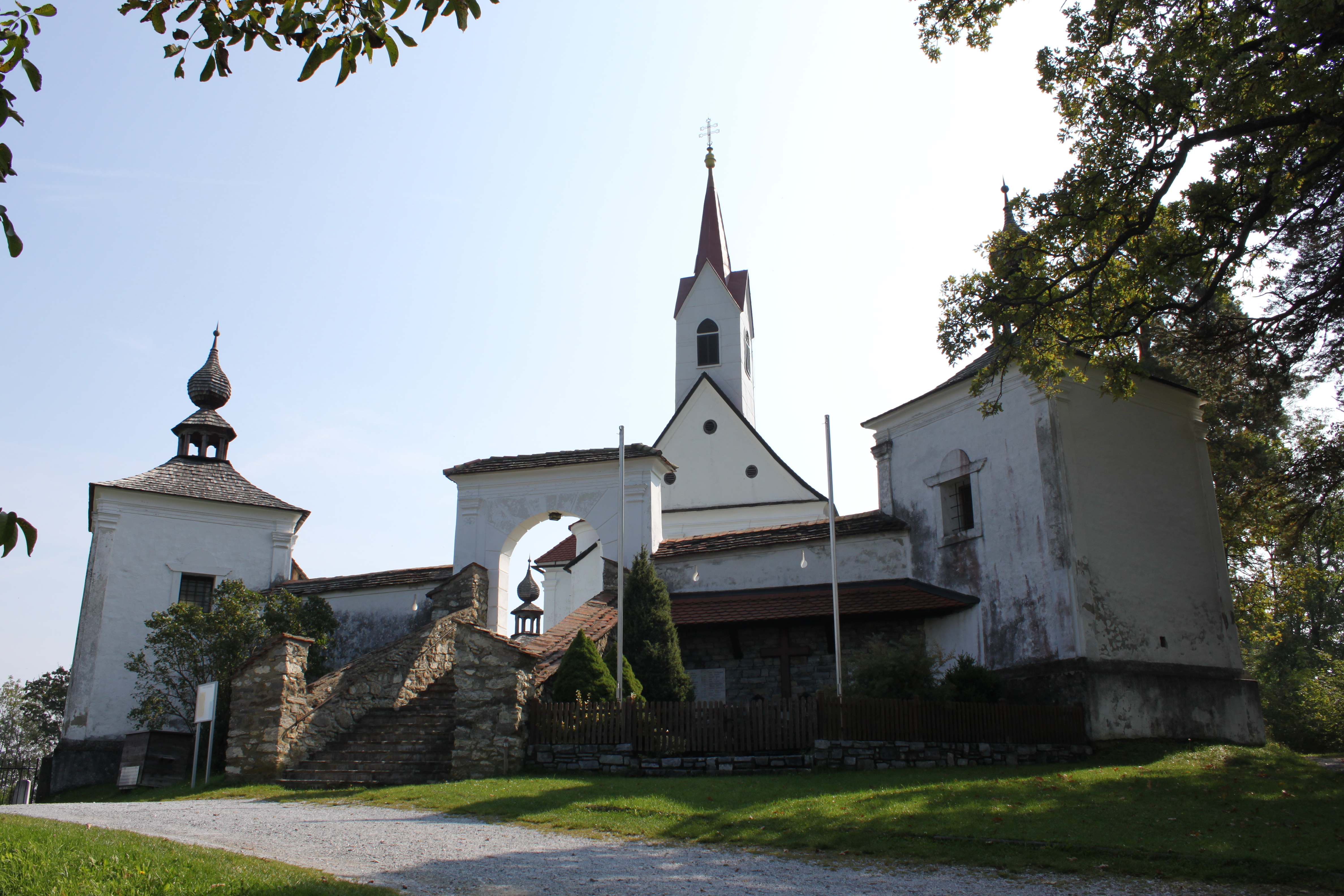
Loretokirche mit Haupttreppe und Initienkapellen

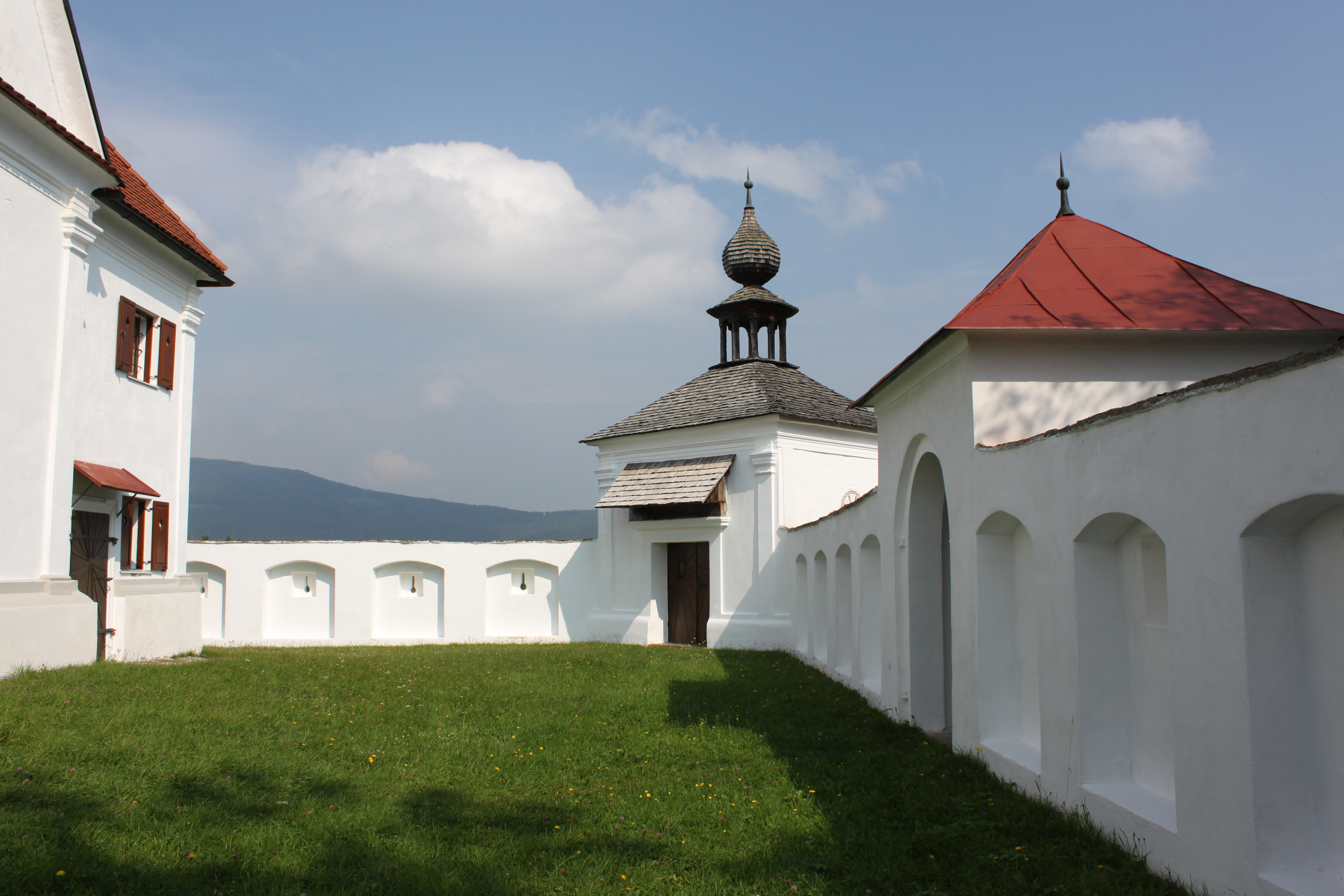
Initienkapelle

Die römisch-katholische Loreto-Kirche Gutenberg an der Raabklamm ist eine Messkapelle der Pfarrkirche Gutenberg an der Raabklamm und liegt in erhöhter Lage an der Straße zum Gollersattel im Ort Gutenberg an der Raabklamm in der Gemeinde Gutenberg in der Steiermark. Das Kirchengebäude steht unter Denkmalschutz.

## Geschichte
Die Loretokirche wurde im Jahre 1691 von Sigmund Stubenberg als Wehrkirche erbaut.

## Architektur
Die Kirche wird von einem rechteckigen Hof umgeben, welcher mit einem Mauerwerk mit Schlüssellochscharten gebildet wird. In den vier abgeschrägten Ecken der Hofummauerung kragen vier Initienkapellen nach außen aus, welche vom Innenhof her jeweils ein Portal haben, mit Schindeln gedeckt sind, und mit geschindelten Zwiebeltürmchen abschließen. Die Anlage liegt auf einer Geländerundung, so dass der offene Hauptzugang im nordwestlichen Mauerwerk und ein gedeckter Abgang zum östlichen Friedhof im südöstlichen Mauerwerk über Treppen erfolgt. Rechts der Hauptzugangstreppe ist ein Kriegerdenkmal. Im untersten östlichen Bereich des Friedhofes ist ein Grabstättenbereich der Adelsfamilie Stubenberg mit einer schindelgedeckten Nischenkapelle. Die Gruft im Untergeschoß der östlichen Initienkapelle wurde von den Stubenbergs im Jahre 1944 aufgelassen und dient heute als Abstellraum des Friedhofes.
Die Loretokirche ist ein Rechteckbau mit Stichkappengewölbe mit einem Dachreiter, welcher im Jahre 1892 aufgesetzt wurde. Kirche wie Initienkapellen sind an der Fassade mit Pilastern und durchgehenden Gesimsen gegliedert.

## Ausstattung

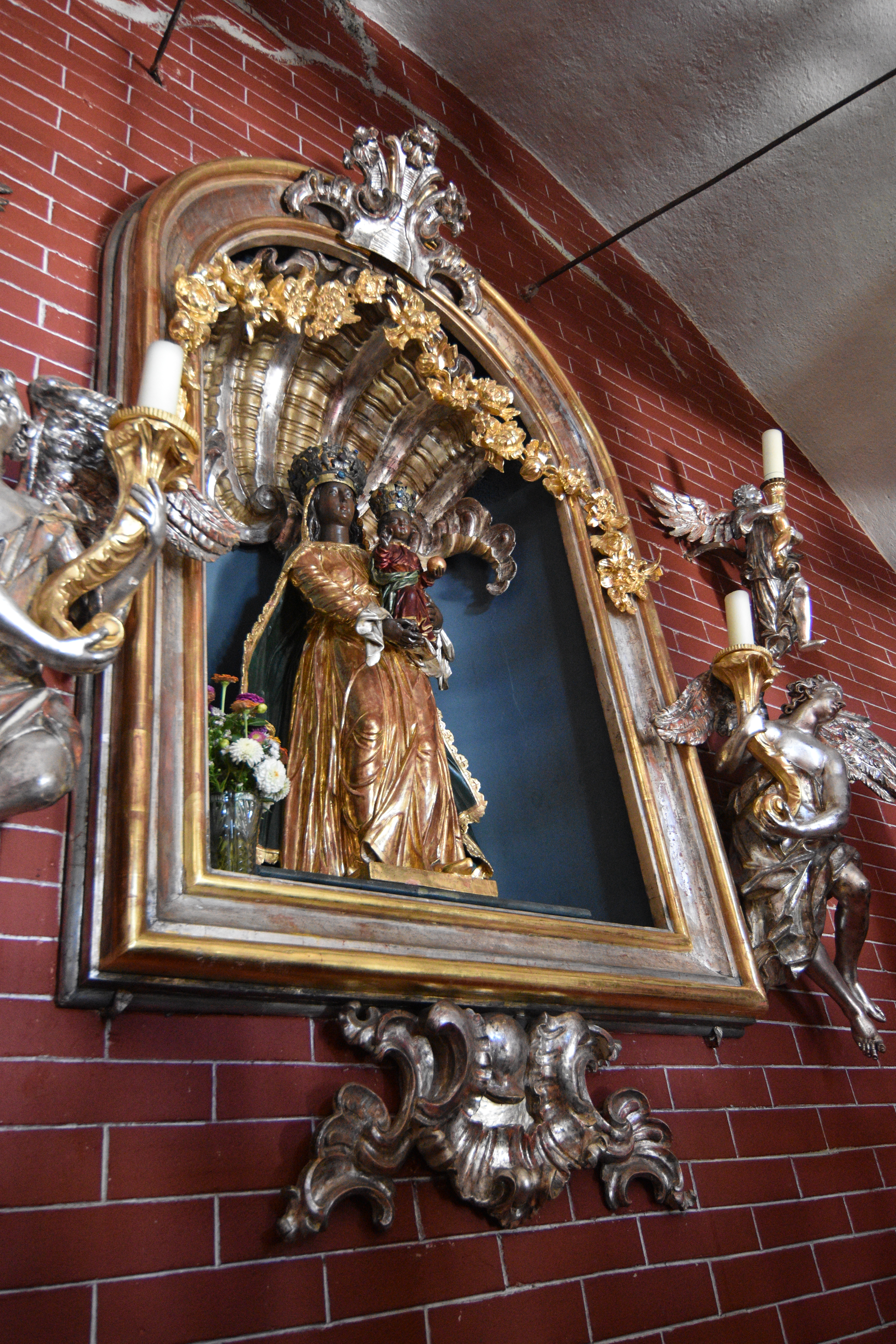
Die Loretomadonna

Der Altar mit Rocailleverzierung und gemalten Szenen des freudenreichen Rosenkranzes trägt einen silbernen Tabernakel und Leuchterengel und ist aus dem 3. Viertel des 18. Jahrhunderts. Dahinter ist eine Loretomadonna aus 1700. Es gibt drei Skulpturen um 1500. Die Glocke ist aus 1747.